# Wische
Koordinaten: 52° 49′ 0″ N, 11° 53′ 0″ O

Die Elbtalauen im Osten der Altmark

Wische (abgeleitet von niederdeutsch für ‚Wiese‘) ist der Name einer Landschaft im Nordosten der Altmark in Sachsen-Anhalt. Sie ist ein ehemaliges Überflutungsgebiet der Elbe.

## Geographie

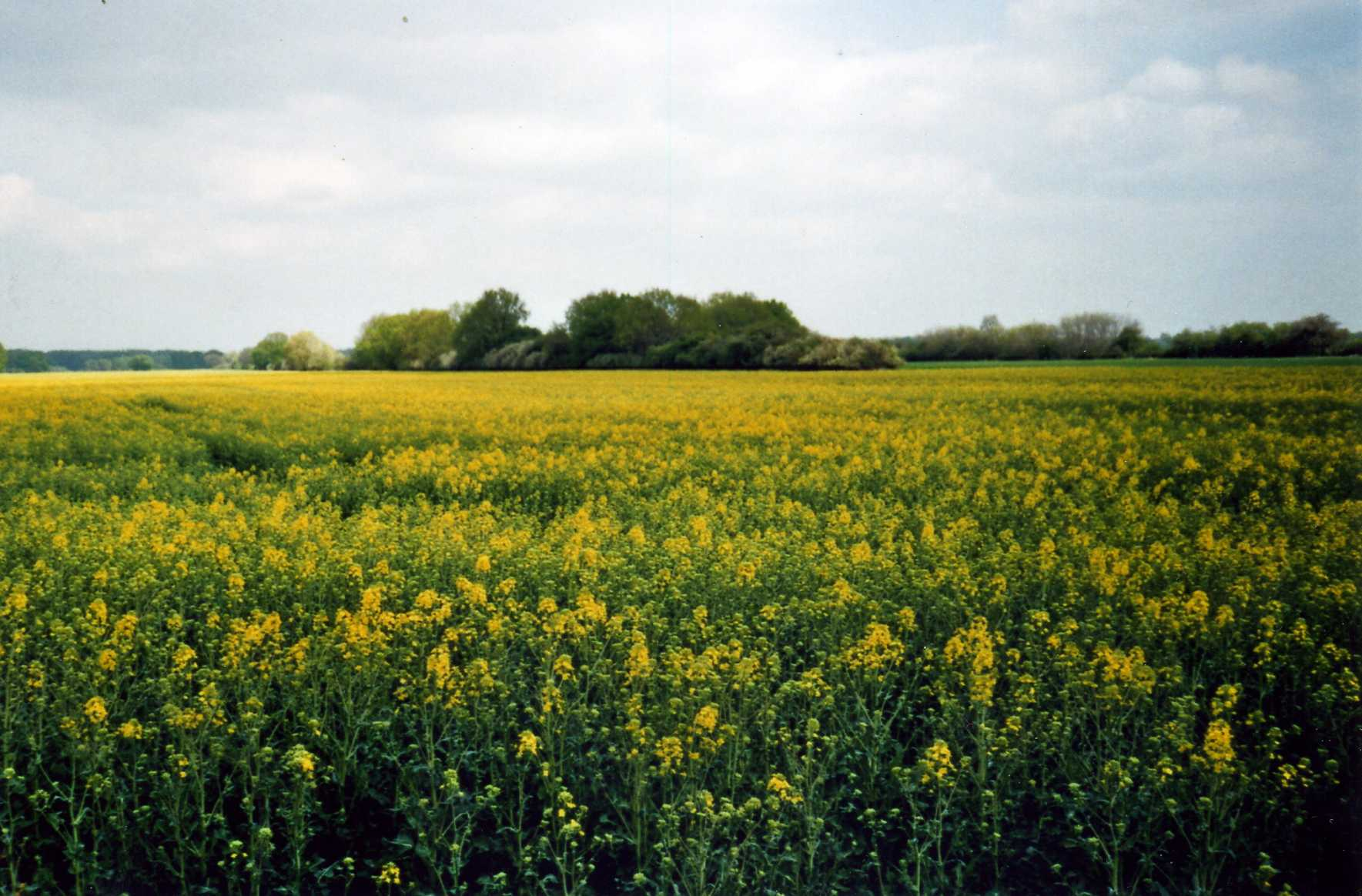
Wischelandschaft zwischen Seehausen und Werben

Die Wische liegt westlich der Elbe und östlich des Flusses Milde-Biese-Aland. Am Westrand liegen die Städte Seehausen und Osterburg, im Nordosten die Stadt Werben. Im Süden begrenzt die Arneburger Höhe das Gebiet. Die Wische liegt rund 22 Meter über NHN. Der Norden der Wische ist auch als Garbe bekannt.
Ein Teil der Wische gehört zur Verbandsgemeinde Seehausen (Altmark). Eine ihrer Mitgliedsgemeinden heißt Altmärkische Wische. Das Gebiet ist eben und von zahlreichen Gräben durchzogen. Es liegt tiefer als der mittlere Hochwasserspiegel der Elbe. Der Aland fließt daher bei Elbhochwasser rückwärts. Durch die Überschwemmungen ist das Land sehr fruchtbar, aber der Boden ist auch so schwer, dass nach frischem Regen häufig Ackergeräte im Schlick hängenbleiben. Die meisten Wische-Dörfer sind Marschhufendörfer.

## Geschichte
Erdgeschichtlich ist die Wische vor etwa 130.000 Jahren in der Endphase des Saale-Komplexes entstanden. Sie hat geologisch eine Sonderstellung in der Altmark: Sie ist der Rest eines eiszeitlichen, 275 Quadratkilometer großen Schmelzwassersees des Berlin-Hamburger Urstromtals. Durch Ablagerungen von Elbwasser entstanden feinkörnige Tone, die das Gebiet sehr fruchtbar machen.
Ab 1150 bauten Holländer zwischen Altenzaun und Beuster einen Deich, der die Elbe von der Wische trennte und dort Ackerbau ermöglichte. Oft war es nicht möglich, Pferde einzusetzen, so dass die Feldarbeit eingestellt oder von Menschen durchgeführt werden musste. Zum Transport von Lasten wurde häufig ein „Wischeschlitten“ eingesetzt, eine Schlammrutsche aus Bohlen. Länger als in anderen deutschen Regionen wurden Dampfpflüge verwendet, um den tiefen Boden für den Zuckerrübenanbau vorzubereiten. Nach dem Zweiten Weltkrieg fehlten Arbeitskräfte, um das Land zu bebauen, so dass die Gräben verschlammten. 1958 bis 1962 wurden große Teile der Gräben als Jugendobjekt der FDJ entschlammt. Zugleich wurden Viehzuchtprojekte begonnen, um die Abhängigkeit vom riskanten Ackerbau zu reduzieren. Literarisch bearbeitet wurde dieses Projekt von Adolf Endler im Band von Reportagen und Gedichten „Weg in die Wische“ (Mitteldeutscher Verlag, Halle/Saale, 1960).

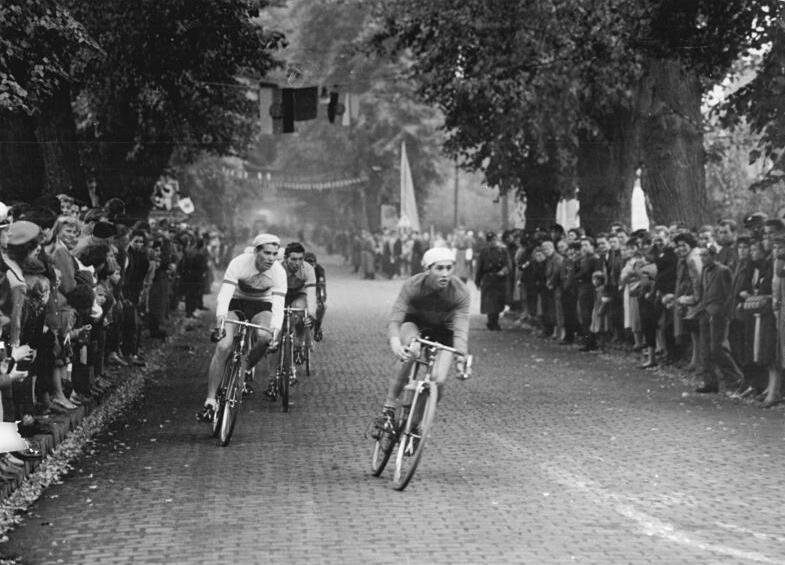
Radrennen der FDJ in der Wische (1960)

## Flora und Fauna
In der Wische leben zahlreiche Falken und Weißstörche.